# الميمونية
المَيْمونِيَّة فرقة من فرق الخوارج العجاردة تتبع ميمون بن خالد، وقيل ميمون بن عمران. وهي واحدة من خمسَ عشرة فرقة من العجاردة امتازت عنهم بالقول بالقَدَر على مذهب المعتزلة، فيرون أن الله فوض أمر الأفعال إلى العباد، وأن لهم القدرة المطلقة في الاختيار بين الكفر والإيمان وليس لله مشيئة في أعمال العباد. يعتقدون كذلك أن الله حرم نكاح البنات وبنات الإخوة الأخوات، ولم يحرم من هم من أصلابهم مثل بنات البنات. وقد شذُّوا عن العجاردة بقولهم أن أطفال المشركين في الجنة. وينكرون أن سورة يوسف من القرآن. ويعتقدون وجوب قتال السلطان ومن رضي بحكمه ومن صار دليلاً له ومن طعن بدين الخوارج. وقد عدهم أهل الفِرق كُفَّاراً لما حُكي عنهم من البدع المكفرة، وما زادوا عليه من تكفير علي بن أبي طالب وطلحة بن عبيد الله والزبير بن العوام وعائشة بنت أبي بكر وعثمان بن عفان، وقولهم بكفر فاعل الكبيرة.

## الهوامش
1. ↑  أضيفت ياء النسبة المشدَّدة وكُسِر آخر الاسم نسبة لـ"ميمون" وأضيفت له علامة التأنيث على أنه نعت لموصوف تقديره "الفِرقة".